# Hessen-kasselsches Kavallerieregiment K 1 (1756)
Das Hessen-kasselsche Kavallerieregiment K 1 wurde unter der inoffiziellen Bezeichnung "Regiment Karabiniers" im Jahre 1672 in der Landgrafschaft Hessen-Kassel unter dem Befehl von Major Wilhelm von Hornumb aufgestellt.

## Kommandeure
- 1672 Major (1677 Obristleutnant) Wilhelm von Hornumb
- 1683 Oberst von Wilke
- 1683 Philipp Adolph Rau zu Holzhausen
- 1685 Otto Rudolph Rau zu Holzhausen (starb zu Komorra in Ungarn)
- 1685 Hermann Wilhelm Spiegel zu Desenberg, General der Kavallerie und Oberjägermeister (starb 1714)
- 1714 Maximilian von Hessen-Kassel, auch kaiserlicher und des Deutschen Reichs Generalfeldmarschall (starb 1753)
- 1714 Oberst Franz Dietrich von Ditfurth (wurde zum Regiment Gendarmes versetzt)
- 1728 Brigadier Carl Ludwig von Spiegel zum Desenberg; wurde nachher Hessen-Darmstädtischer Generalmajor und Kommandant zu Gießen; hierauf Kaiserlich-Russischer und zuletzt Königlich-Preußischer Generalleutnant